# Baudilio Jáuregui
Baudilio Jorge Jáuregui (Montevidéu, 9 de julho de 1945) é um ex-futebolista uruguaio que atuava como defensor.

## Carreira
Baudilio Jáuregui fez parte do elenco da Seleção Uruguaia de Futebol, na Copa do Mundo de  1974. 